# Тагиев, Джавид (боксёр)
Джавид Тагиев (азерб. Cavid Tağıyev; род. 6 октября 1981, Ленкорань) — азербайджанский боксёр, представитель нескольких весовых категорий от полусредней до первой тяжёлой. Выступал за сборную Азербайджана по боксу в период 1997—2009 годов, бронзовый призёр чемпионата Европы, победитель и призёр многих турниров международного значения, участник летних Олимпийских игр в Афинах.

## Биография
Джавид Тагиев родился 6 октября 1981 года в городе Ленкорань Азербайджанской ССР.
Первого серьёзного успеха на международной арене добился в сезоне 1997 года, когда вошёл в состав азербайджанской национальной сборной и побывал на чемпионате Европы среди кадетов в Македонии, откуда привёз награду серебряного достоинства. Позже стал бронзовым призёром юниорского международного турнира Анвара Чоудри в Баку.
В 1999 году выиграл серебряную медаль на Кубке Бранденбурга во Франкфурте, выступил на юниорском европейском первенстве в Хорватии, на Кубке Акрополиса в Афинах и на международном турнире «Золотой пояс» в Бухаресте, где на стадии четвертьфиналов полусредней весовой категории был побеждён россиянином Олегом Саитовым.
На чемпионате мира 2001 года в Белфасте остановился уже на предварительном этапе.
В 2002 году боксировал на чемпионате Европы в Перми, проиграв в 1/8 финала среднего веса немцу Лукашу Вилашеку. Помимо этого, выступил на Кубке Чоудри в Баку, где был побеждён канадцем Жаном Паскалем, и на Кубке мира в Астане, где проиграл представителю Казахстана Геннадию Головкину.
На чемпионате мира 2003 года в Бангкоке был побеждён в 1/8 финала боксёром из Узбекистана Уткирбеком Хайдаровым. Также стал серебряным призёром международного турнира Green Hill в Пакистане, побывал на Кубке Акрополиса и на Всемирных военных играх в Катании.
В 2004 году завоевал бронзовую медаль на европейском первенстве в Пуле, уступив в полуфинале россиянину Гайдарбеку Гайдарбекову. Благодаря череде удачных выступлений удостоился права защищать честь страны на Олимпийских играх в Афинах — в категории до 75 кг благополучно прошёл первого соперника по турнирной сетке, тогда как во втором бою в 1/8 финала его по очкам победил таец Сурия Парасатхинпхимай.
После афинской Олимпиады Тагиев остался в составе боксёрской команды Азербайджана и продолжил принимать участие в крупнейших международных соревнованиях. Так, в 2005 году он получил серебро на турнире «Золотой пояс» в Бухаресте, отметился выступлением на Кубке мира в Москве, где победил корейца Чо Док Чина, но проиграл россиянину Матвею Коробову и украинцу Исмаилу Силлаху. На мировом первенстве в Мяньяне дошёл до четвертьфинала.
В 2006 году стал серебряным призёром Кубка Чоудри, выступил на домашнем Кубке мира в Баку и на чемпионате Европы в Пловдиве, проиграв в четвертьфинале полутяжёлого веса представителю Румынии Константину Беженару.
На чемпионате мира 2007 года в Чикаго выбыл из борьбы за медали уже на предварительном этапе. Кроме того, дошёл до финала на Мемориале Странджи в Пловдиве и выступил на турнире «Янтарные перчатки» в Калининграде, где проиграл Артуру Бетербиеву из России и Александру Усику с Украины.
Последний раз показал сколько-нибудь значимый результат на международном уровне в сезоне 2009 года, когда взял бронзу на «Динамиаде» в Новосибирске — на стадии полуфиналов первой тяжёлой весовой категории уступил российскому боксёру Егору Мехонцеву.